# 2010 год в Канаде
2010 год в истории Канады.

## События с датами

### Январь

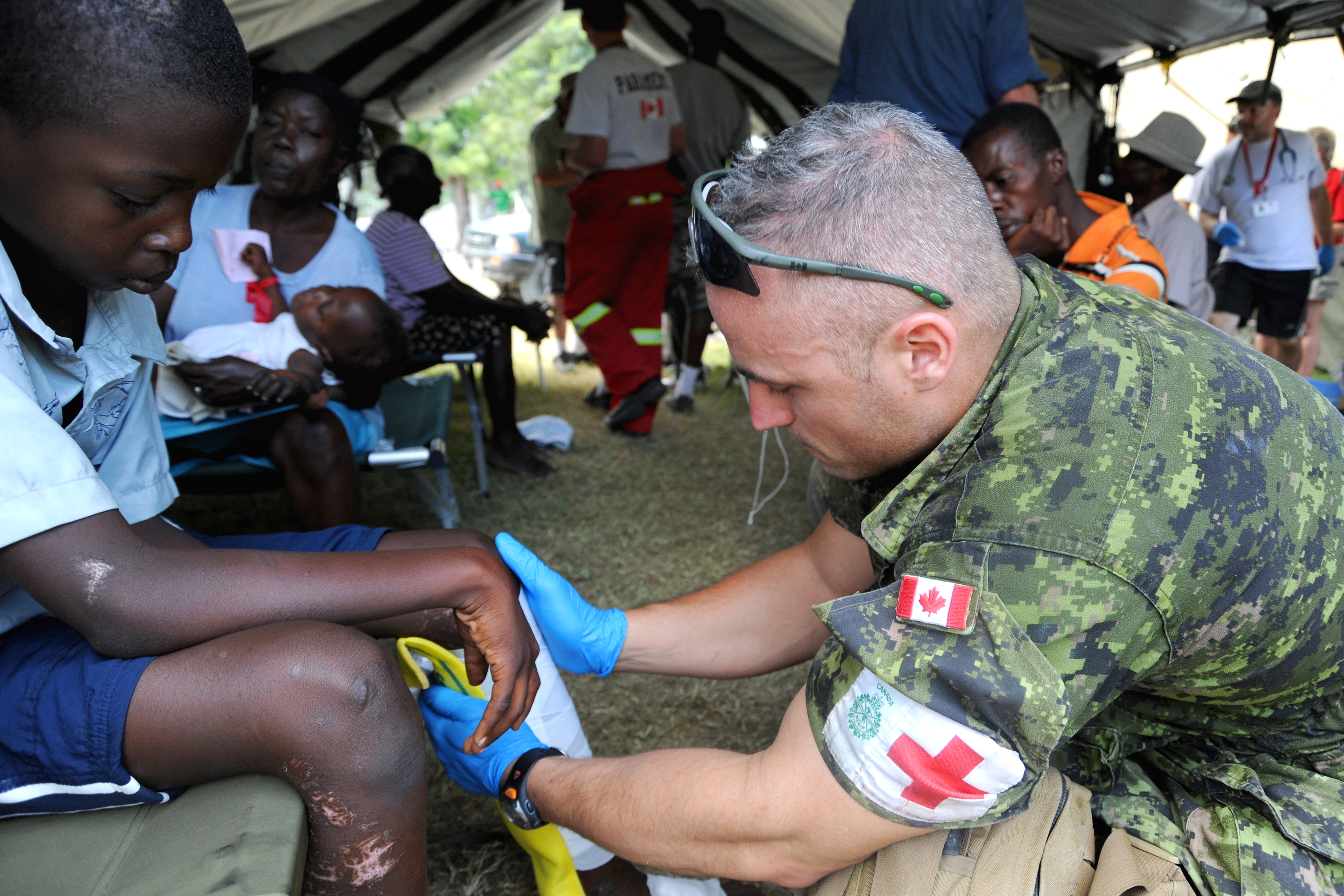
Канадский медицинский лагерь на Гаити

- 13 — 14 января — правительство Канады отправило два судна с гуманитарной помощью и службу помощи при стихийных бедствиях на Гаити после землетрясения.

### Февраль
- 5 февраля — Джэк Лейтон объявил о том, что у него обнаружен рак простаты.
- 12 — 28 февраля — XXI зимние Олимпийские игры прошли в Ванкувере, Британская Колумбия[1].
- 12 февраля — грузинский саночник Нодар Кумариташвили разбился на олимпийской трассе.
- 15 февраля — канадские порты были закрыты для рыболовных судов с Гренландии и фарерских островов в знак протеста против распределения квот на вылов креветок.

### Март
- 12 — 21 марта — X Зимние Паралимпийские игры прошли в Ванкувере.
- 13 марта — в результате схода лавины в Ревелстоке, Британская Колумбия, 2 человека погибло и 30 получили ранения.
- 19 марта — в результате схода лавины в горах около Ревелстока, Британская Колумбия, 1 человек погиб.
- 20 марта — в результате схода лавины в провинциальном парке Уэллс-Грей, Британская Колумбия, 2 человека погибло.
- 24 марта — премьер-министр Нью-Брансуика Шон Грэм объявил о том, что сделка о продаже NB Power компании Hydro-Québec сорвалась.

### Апрель
- 21 апреля — генерал-губернатор Канады принесла извинения Руанде за бездействие во время геноцида 1994 года.
- 24 апреля — принцесса Анна посетила Сент-Джонс.

### Май
- 11 мая — Дональд Этелл стал лейтенант-губернатором Альберты.
- 13 мая — 41 человек арестован в Монреале в результате погромов после празднования победы «Монреаль Канадиенз» над «Питтсбург Пингвинс» в полуфинале восточной конференции Кубка Стэнли.
- 27 мая — лесные пожары в Квебеке стали причиной эвакуации 1300 человек из Wemotaci.

### Июнь

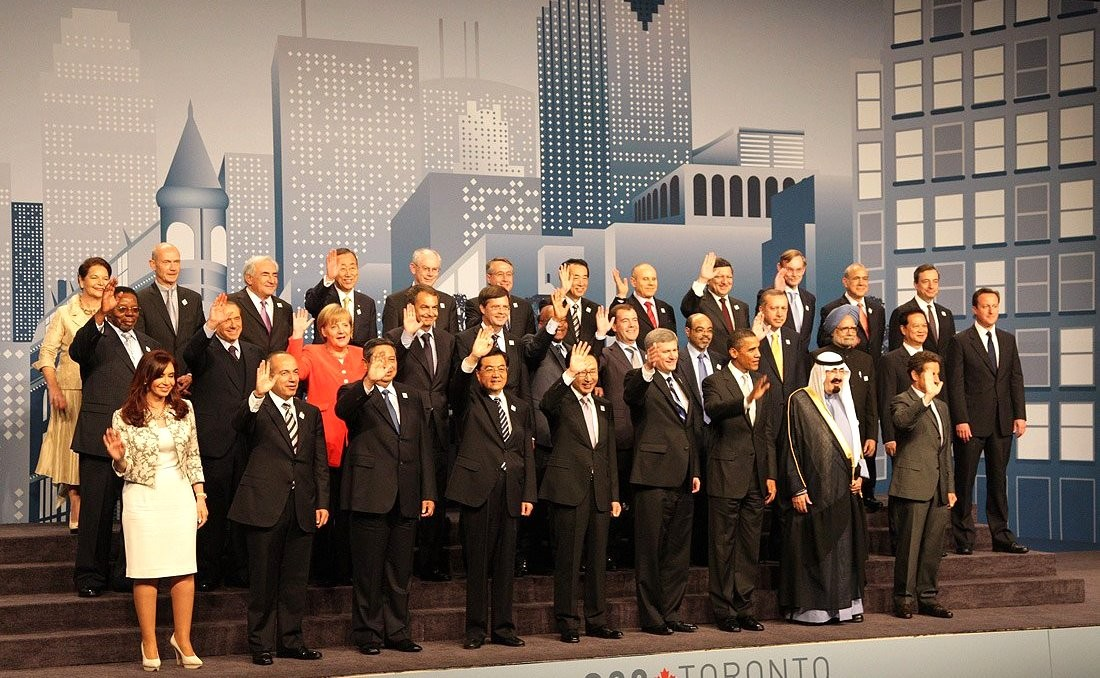
Саммит G-20

- 13 июня — в Монреале прошла гонка Формулы-1. Победителем стал Льюис Хэмилтон.
- 18 июня — наводнение на юго-востоке Альберты.
- 23 июня — землетрясение в Центральной Канаде с магнитудой 5,0 баллов.
- 25 — 27 июня — 36-й саммит Большой восьмёрки прошёл в Хантсвилле, Онтарио.
- 25 — 27 июня — 4-й саммит G-20 прошёл в Торонто, Онтарио.
- 26 — 27 июня — около 1000 человек арестованы на акции протеста в Торонто.
- 28 июня — 6 июля — тур королевы Канады Елизаветы II и принца Филиппа по стране.

### Июль
- 8 июля — Дэвид Ллойд Джонстон объявлен следующим генерал-губернатором Канады.
- 17 июля — акция агентства Парки Канады: бесплатное посещение национальных парков, морских парков и исторических мест в честь 125-летия создания агентства.
- 18 июля — на улицах Торонто состоялась гонка Honda Indy Toronto.
- 25 июля — в аэропорту Эдмонтона состоялась гонка Honda Indy Edmonton.

### Август
- 2 — 8 августа — в Ванкувере прошёл женский теннисный турнир ITF Odlum Brown Vancouver Open. Победителем стала Елена Докич.
- 2 — 8 августа — в Ванкувере прошёл мужской теннисный турнир ATP Challenger Odlum Brown Vancouver Open. Победителем стал Дуди Села.
- 7 — 15 августа — в Торонто состоялся мужской теннисный турнир серии Masters Canada Masters. Победителем стал Энди Маррей.
- 13 — 23 августа — в Монреале состоялся женский теннисный турнир в рамках WTA тура Rogers Cup. Победителем стала Каролина, Возняцки.

### Сентябрь
- 9 — 19 сентября — Международный кинофестиваль в Торонто. В программе фестиваля 258 фильмов.
- 13 — 19 сентября — в Квебеке состоялся женский теннисный турнир в рамках WTA тура Bell Challenge. Победителем стала Тамира Пашек.
- 15 сентября — представители Королевской Канадской Конной полиции обнаружили 7 тонн гашиша в заброшенном трейлере в Монреале.
- 21 сентября — над Ньюфаундлендом пронёсся ураган четвёртой категории Игорь. Одного человека смыло в океан.
- 24 сентября — в результате пожара на 24-м этаже 30-этажного здания в центре Торонто около 1200 человек остались без крова.
- 27 сентября — состоялись выборы в законодательное собрание Нью-Брансуика.

### Октябрь
- 1 октября — Дэвид Ллойд Джонстон стал новым генерал-губернатором Канады.

### Ноябрь
- 3 ноября — премьер-министр Британской Колумбии Гордон Кэмпбелл объявил об уходе с поста.
- 8 — 10 ноября — наводнение на юго-западе Новой Шотландии.
- 25 ноября — премьер-министр Ньюфаунденда и Лабрадора Дэнни Уильямс объявил об уходе из политики.
- 30 ноября — Даг Филлипс стал комиссаром Юкона.

### Декабрь
- 3 декабря — Кэти Дандердейл стала новым премьер-министром Ньюфаундленда и Лабрадора.

## Персоналии

### Скончались
- 1 января — Лхаса де Села (37 лет), известная канадская певица.
- 18 февраля — Джон Бэбкок (109 лет), последний канадский ветеран Первой мировой войны.
- 10 марта — Кори Хэйм (38 лет), канадский киноактёр[2].
- 13 марта — Роберт Эттерсли (76 лет), хоккеист, чемпион мира 1958 года, серебряный призёр Олимпийских игр 1960 года.
- 28 марта — Джун Хэвок (97 лет), актриса.
- 11 мая — Роберт Уотт (82 года), хоккеист, олимпийский чемпион 1952 года.
- 21 мая — Роберт Гордон Роджерс (90 лет), лейтенант-губернатор Британской Колумбии (1983—1988).
- 30 мая — Дафферин Роблин (92 года), премьер-министр Манитобы (1958—1967).
- 5 июля — Боб Проберт (45 лет), хоккеист.
- 27 июля — Мори Чайкин (61 год), актёр.
- 22 октября — Хелен Ханли (90 лет), лейтенант-губернатор Альберты (1985—1991).
- 3 ноября — Билл Колвин (75 лет), хоккеист, бронзовый призёр Олимпийских игр 1956 года.
- 22 ноября — Дэвид Лэм (87 лет), лейтенант-губернатор Британской Колумбии (1988—1995).
- 28 ноября — Лесли Нильсен (84 года), комедийный актёр.
- 16 декабря — Стерлинг Лайон (83 года), премьер-министр Манитобы (1977—1981).